# Sjkloŭ

Sjkloŭ (belarusiska: Шклоў), även Sjklov (ryska: Шклов), är en stad i Mahiljoŭs voblast i östra Belarus. Den är huvudort i Sjkloŭ rajon, och hade 16 425 invånare år 2016.